# Un po', tanto, ciecamente
Un po', tanto, ciecamente (Un peu, beaucoup, aveuglément), noto anche come Appuntamento al buio, è un film del 2015 diretto da Clovis Cornillac.
Si tratta del primo lungometraggio diretto da Cornillac, che è anche sceneggiatore e protagonista maschile della storia sentimentale che ha per protagonista femminile Mélanie Bernier; il soggetto è ad opera di Lilou Fogli, che è anche co-sceneggiatrice e coprotagonista, nonché moglie di Clovis Cornillac. 

## Trama
Appena trasferitasi nel suo nuovo appartamento, una giovane pianista assiste a strani fenomeni che le consigliano di passare la notte altrove. La mattina seguente, scopre che è il vicino a spaventare chi occupa quell'appartamento, separato dal suo, da un sottile tramezzo che non consente privacy. Lui è un inventore di giochi rompicapo e vive praticamente chiuso in casa, senza orari e senza contatti con l'esterno, fatta eccezione per le due visite settimanali dell'amico Artus che gli porta i beni di prima necessità. Alla proposta di lei di dividersi la giornata in fasce orarie, lui non accetta dando avvio ad una guerra dei rumori che però, a sorpresa, è vinta astutamente dalla vicina. Così passa la linea del buonsenso e, a seconda della fascia oraria prestabilita, ognuno potrà agire liberamente oppure attenersi al silenzio.
Durante una sonata di Chopin, il vicino rompe l'accordo esprimendo una critica. Lei è comprensibilmente infastidita, ma lui dimostra una certa competenza e, con l'intento di aiutarla, la invita ad essere meno scolastica e scatenare la passione. Lei si impegna ed effettivamente, dopo essersi lasciata andare, si accorge di aver dato vita ad una performance strepitosa. Lui ne resta incantato, e da quel momento tra i due nasce un'intesa particolare che li avvicinerà sempre di più, ma senza mai toccarsi né vedersi, per reciproco accordo. Alla vigilia di un importantissimo concorso, lei ospita il suo vecchio mentore, Evguenie, che la richiama alla disciplina, con toni sgarbati che infastidiscono il vicino che, intervenendo, mette l'uomo in fuga.
Conseguentemente i due rompono, finché non si giunge al giorno dell'audizione di lei. Spinto da Artus, lui si recherà ad ascoltarla e, dalle quinte, le dà il consiglio di sciogliersi spingendola a prodursi in un'esibizione memorabile. Forte dei lusinghieri giudizi raccolti, e dopo essersi vendicata di Evguenie, una volta a casa, lei confessa che alla fine della sua esibizione avrebbe tanto voluto abbracciarlo. Lui, senza dire una parola, usando la sua ultima creazione a mo' di ariete, attraversa il tramezzo e la raggiunge.

## Riconoscimenti
Cornillac ha vinto il premio per la miglior opera prima al Festival du film de Cabourg del 2015

## Remake
Dal 17 dicembre 2020 è disponibile su Prime Video India l'adattamento indiano in lingua telegu Guvva Gorinka con  Satyadev e Priyaa Lal.
Nel 2023 è stato realizzato un rifacimento sudcoreano, Binteum-eobnneun sa-i con protagonisti Lee Ji-hoon e Han Seung-yeon.
Dal 12 aprile 2024 è disponibile su Netflix l'adattamento spagnolo Vicini davvero, con  Aitana e Fernando Guallar.